# Naevochromis chrysogaster
El municipio de Ahome fue creado por Decreto de la Legislatura Local de fecha 20 de diciembre de 1917, siendo gobernador del estado Gral. Ángel Flores, y fue designada cabecera del municipio La Villa de Ahome. En 1918 Florencio A. Valdés, fue el primer presidente municipal electo

## Morfología
Los machos pueden llegar a alcanzar los 17,9 cm de longitud total.

## Alimentación
Come alevines de otros cíclidoss y insectos

## Hábitat
Vive en zonas de clima tropical entre 24 y 26 °C de temperatura.

## Distribución geográfica
Se encuentran en África: es una especie endémica del lago Malawi.